# PGA Tour 2025
PGA Tour 2025 este cel de-al 110-lea sezon al PGA Tour, principalul circuit profesionist de golf din Statele Unite. A fost, de asemenea, cel de-al 57-lea sezon de la separarea de PGA of America și cea de-a 19-a ediție a FedEx Cup.

## Program
Acestea sunt evenimentele oficiale din 2025.
| Dată          | Turneu                                                       | Localizare           | Premii (US$) | Câștigător(i)         | Puncte OWGR | Alte turnee | Note                      |
| ------------- | ------------------------------------------------------------ | -------------------- | ------------ | --------------------- | ----------- | ----------- | ------------------------- |
| 5 ianuarie    | The Sentry                                                   | Hawaii               | 20.000.000   | Hideki Matsuyama (11) | 51,94       |             | Eveniment de semnătură    |
| 12 ianuarie   | Sony Open in Hawaii                                          | Hawaii               | 8.800.000    | Nick Taylor (5)       | 49,21       |             |                           |
| 19 ianuarie   | The American Express                                         | California           | 8.800.000    | Sepp Straka (3)       | 50,69       |             |                           |
| 25 ianuarie   | Farmers Insurance Open                                       | California           | 9.300.000    | Harris English (5)    | 48,68       |             |                           |
| 2 februarie   | AT&T Pebble Beach Pro-Am                                     | California           | 20.000.000   | Rory McIlroy (27)     | 71,62       |             | Eveniment de semnătură    |
| 9 februarie   | WM Phoenix Open                                              | Arizona              | 9.200.000    | Thomas Detry (1)      | 59,34       |             |                           |
| 16 februarie  | Genesis Invitational                                         | California           | 20.000.000   | Ludvig Åberg (2)      | 68,46       |             | Eveniment de semnătură    |
| 23 februarie  | Mexico Open                                                  | Mexico               | 8.500.000    | Brian Campbell (1)    | 31,68       |             |                           |
| 2 martie      | Cognizant Classic                                            | Florida              | 9.200.000    | Joe Highsmith (1)     | 48,97       |             |                           |
| 9 martie      | Arnold Palmer Invitational                                   | Florida              | 20.000.000   | Russell Henley (5)    | 70,53       |             | Eveniment de semnătură    |
| 9 martie      | Puerto Rico Open                                             | Puerto Rico          | 4.000.000    | Karl Vilips (1)       | 20,23       |             | Turneu suplimentar        |
| 17 martie     | [[<!—2025 Players Championship\|—>The Players Championship]] | Florida              | 25.000.000   | Rory McIlroy (28)     | 80,00       |             | Eveniment emblematic      |
| 23 martie     | Valspar Championship                                         | Florida              | 8.700.000    | Viktor Havland        | 55,38       |             |                           |
| 30 martie     | Texas Children's Houston Open                                | Texas                | 9.500.000    | Min Woo Lee (1)       | 53,45       |             |                           |
| 6 aprilie     | Valero Texas Open                                            | Texas                | 9.500.000    |                       | 48,89       |             |                           |
| 13 aprilie    | [[<!—2025 Masters Tournament\|—>Masters Tournament]]         | Georgia              |              |                       | 100,00      |             | Major championship        |
| 20 aprilie    | RBC Heritage                                                 | South Carolina       | 20.000.000   |                       |             |             | Eveniment de semnătură    |
| 20 aprilie    | Corales Puntacana Championship                               | Republica Dominicană | 4.000.000    |                       |             |             | Turneu suplimentar        |
| 27 aprilie    | Zurich Classic of New Orleans                                | Louisiana            | 9.200.000    |                       |             |             | Turneu pe echipe          |
| 4 mai         | CJ Cup Byron Nelson                                          | Texas                | 9.900.000    |                       |             |             |                           |
| 11 mai        | Wells Fargo Championship                                     | Pennsylvania         | 20.000.000   |                       |             |             | Eveniment de semnătură    |
| 12 mai        | Myrtle Beach Classic                                         | Carolina de Sud      | 4.000.000    |                       |             |             | Turneu suplimentar        |
| 18 mai        | PGA Championship                                             | Carolina de Nord     |              |                       |             |             | Major championship        |
| 25 mai        | Charles Schwab Challenge                                     | Texas                | 9.500.000    |                       |             |             | Invitational              |
| 1 iunie       | Memorial Tournament                                          | Ohio                 | 20.000.000   |                       |             |             | Eveniment de semnătură    |
| 8 iunie       | RBC Canadian Open                                            | Canada               | 9.400.000    |                       |             |             |                           |
| 15 iunie      | [[<!—2024–>U.S. Open (golf)\|U.S. Open]]                     | Pennsylvania         |              |                       |             |             | Major championship        |
| 22 iunie      | Travelers Championship                                       | Connecticut          | 20.000.000   |                       |             |             | Eveniment de semnătură    |
| 29 iunie      | Rocket Mortgage Classic                                      | Michigan             | 9.600.000    |                       |             |             |                           |
| 6 iulie       | John Deere Classic                                           | Illinois             | 8.400.000    |                       |             |             |                           |
| 13 iulie      | Genesis Scottish Open                                        | Scoția               | 9.000.000    |                       |             | EUR         |                           |
| 13 iulie      | ISCO Championship                                            | Kentucky             | 4.000.000    |                       |             | EUR         | Turneu suplimentar        |
| 20 iulie      | The Open Championship                                        | Irlanda de Nord      |              |                       |             |             | Major championship        |
| 20 iulie      | Barracuda Championship                                       | California           | 4.000.000    |                       |             | EUR         | Turneu suplimentar        |
| 27 iulie      | 3M Open                                                      | Minnesota            | 8.400.000    |                       |             |             |                           |
| 3 august      | Wyndham Championship                                         | Carolina de Nord     | 8.200.000    |                       |             |             |                           |
| 10 august     | FedEx St. Jude Championship                                  | Tennessee            | 20,000,000   |                       |             |             | FedEx Cup playoff event   |
| 17 august     | BMW Championship                                             | Colorado             | 20.000.000   |                       |             |             | FedEx Cup playoff event   |
| 24 august     | Tour Championship                                            | Georgia              | n/a          |                       |             |             | FedEx Cup playoff event   |
| 14 septembrie | Procore Championship                                         | California           | 6.000.000    |                       |             |             | FedEx Cup Fall            |
| 5 octombrie   | Sanderson Farms Championship                                 | Mississippi          | 6.000.000    |                       |             |             | FedEx Cup Fall            |
| 12 octombrie  | Zozo Championship                                            | Japonia              | 8.500.000    |                       |             | JPN         | FedEx Cup Fall            |
| 26 octombrie  | Black Desert Championship                                    | Utah                 | 6.000.000    |                       |             |             | Turneu nou FedEx Cup Fall |
| 9 noiembrie   | World Wide Technology Championship                           | Mexic                | 6.000.000    |                       |             |             | FedEx Cup Fall            |
| 16 noiembrie  | Butterfield Bermuda Championship                             | Insulele Bermude     | 6.000.000    |                       |             |             | FedEx Cup Fall            |
| 23 noiembrie  | RSM Classic                                                  | Georgia              | 6.000.000    |                       |             |             | FedEx Cup Fall            |

### Evenimente neoficiale
Următoarele evenimente sunt aprobate de PGA Tour, dar nu aduc puncte FedEx Cup sau bani oficiali și nici victoriile nu sunt oficiale.
| Dată          | Turneu                      | Localizare | Premii ($) | Câștigător(i) | Puncte OWGR | Note                                   |
| ------------- | --------------------------- | ---------- | ---------- | ------------- | ----------- | -------------------------------------- |
| 28 septembrie | Ryder Cup                   | New York   | n/a        |               |             | Turneu pe echipe                       |
| 7 decembrie   | Hero World Challenge        | Bahamas    | 5.000.000  |               |             | Eveniment cu număr limitat de jucători |
| 14 decembrie  | Grant Thornton Invitational | Florida    | 4.000.000  |               | n/a         | Turneu pe echipe                       |
| 21 decembrie  | PNC Championship            | Florida    | 1.085.000  | and · son     | n/a         | Turneu pe echipe                       |